# كانيتشانا (لغة)
كانيتشانا هي لغة معزولة في بوليفيا (مقاطعة بيني). في عام 1991 كان هناك 500 شخص ذو عرق كانيتشاني منهم عشرون فقط يتحدثون لغة الكانيتشانا وبحلول عام 2000 زاد عددهم ليصبح 583 شخصاً ولكن لغتهم انقرضت.